# Nowe przygody He-Mana
Nowe przygody He-Mana (ang. The New Adventures of He-Man, 1990) – amerykański serial animowany.

## Fabuła
He-Man, legendarny obrońca Eternii został przeniesiony w przyszłość, na planetę Primus, by pomógł bronić jej przed złymi mutantami z sąsiedniej Denerbii. Niestety wraz z nim do przyszłości przybył jego stary wróg, Szkieletor, który dołączył do mutantów w walce o panowanie nad wszechświatem. Razem z Galaktycznymi Strażnikami He-Man broni Primusa podczas ciągłych ataków Szkieletora i mutantów.

## Odcinki
- Serial składa się z 65 odcinków.
- Serial ten był emitowany w latach 90. na kanałach TVP2 i TVP1 z polskim lektorem.

### Spis odcinków
| N/o            | Polski tytuł              | Angielski tytuł                                 |
| -------------- | ------------------------- | ----------------------------------------------- |
|                |                           |                                                 |
| SERIA PIERWSZA |                           |                                                 |
|                |                           |                                                 |
| 01             | Początek                  | A New Beginning                                 |
|                |                           |                                                 |
| 02             | Wyprawa po kryształy      | Quest for the Crystals                          |
|                |                           |                                                 |
| 03             | Upał                      | The Heat                                        |
|                |                           |                                                 |
| 04             | Atak na Onnor             | Attack on Onnor                                 |
|                |                           |                                                 |
| 05             | Ostatnie wyzwanie         | The Ultimate Challenge                          |
|                |                           |                                                 |
| 06             | Miecz i laska             | Sword & Staff                                   |
|                |                           |                                                 |
| 07             |                           | The Pen Is Mightier Than the Sword... Or Is It? |
|                |                           |                                                 |
| 08             | Głasnost                  | Glastnost Schmaznost                            |
|                |                           |                                                 |
| 09             | Najmłodszy bohater        | The Youngest Hero                               |
|                |                           |                                                 |
| 10             | Festiwal świateł          | The Festival of Lights                          |
|                |                           |                                                 |
| 11             | Prezent                   | The Gift                                        |
|                |                           |                                                 |
| 12             | Zwycięstwo Szkieletora    | Skeletor's Victory                              |
|                |                           |                                                 |
| 13             |                           | He-Man in Exile                                 |
|                |                           |                                                 |
| 14             | Gniazda oporu             | The Seeds of Resistance                         |
|                |                           |                                                 |
| 15             | Walka o Levitan           | The Battle of Levitan                           |
|                |                           |                                                 |
| 16             |                           | Crack in the World                              |
|                |                           |                                                 |
| 17             |                           | Escape from Gaolotia                            |
|                |                           |                                                 |
| 18             |                           | He-Man Mutant                                   |
|                |                           |                                                 |
| 19             |                           | Juggernaut                                      |
|                |                           |                                                 |
| 20             |                           | Fading Star                                     |
|                |                           |                                                 |
| 21             | Zemsta Szkieletora        | Skeletor's Revenge                              |
|                |                           |                                                 |
| 22             |                           | The Mind Lens                                   |
|                |                           |                                                 |
| 23             | Przygoda Adama            | Adam's Adventure                                |
|                |                           |                                                 |
| 24             |                           | Collision Course                                |
|                |                           |                                                 |
| 25             |                           | Planet of Junk                                  |
|                |                           |                                                 |
| 26             |                           | Sanctuary                                       |
|                |                           |                                                 |
| 27             |                           | Council of Clones                               |
|                |                           |                                                 |
| 28             |                           | Cold Freeze                                     |
|                |                           |                                                 |
| 29             |                           | He-Caz                                          |
|                |                           |                                                 |
| 30             |                           | Slaves of the Machine                           |
|                |                           |                                                 |
| 31             | Galaktyczni strażnicy     | The Galactic Guardians                          |
|                |                           |                                                 |
| 32             |                           | The Siege of Serus                              |
|                |                           |                                                 |
| 33             | Planeta dzieci            | The Children's Planet                           |
|                |                           |                                                 |
| 34             | Strefa ciemności          | Zone of Darkness                                |
|                |                           |                                                 |
| 35             |                           | Once Upon A Time                                |
|                |                           |                                                 |
| 36             |                           | A Plague Upon Primus                            |
|                |                           |                                                 |
| 37             |                           | The Test of Time                                |
|                |                           |                                                 |
| 38             |                           | Four Ways To Sundown                            |
|                |                           |                                                 |
| 39             |                           | The Sheriff of Gorn City                        |
|                |                           |                                                 |
| 40             | Nowy czarodziej w mieście | The New Wizard in Town                          |
|                |                           |                                                 |
| 41             |                           | The Nemesis Within                              |
|                |                           |                                                 |
| 42             |                           | He-Fan                                          |
|                |                           |                                                 |
| 43             | Strefa snu                | The Dream Zone                                  |
|                |                           |                                                 |
| 44             |                           | Brain Drain                                     |
|                |                           |                                                 |
| 45             |                           | You're In The Army Now                          |
|                |                           |                                                 |
| 46             |                           | No Easy Way                                     |
|                |                           |                                                 |
| 47             |                           | The Guns of Nordor                              |
|                |                           |                                                 |
| 48             |                           | The Bride of Slushhead                          |
|                |                           |                                                 |
| 49             |                           | Dreadator                                       |
|                |                           |                                                 |
| 50             |                           | Mutiny of the Mothership                        |
|                |                           |                                                 |
| 51             |                           | Rock of the Future                              |
|                |                           |                                                 |
| 52             |                           | The Running of the Hard                         |
|                |                           |                                                 |
| 53             |                           | Balance of Power                                |
|                |                           |                                                 |
| 54             |                           | The Tornadoes of Zil                            |
|                |                           |                                                 |
| 55             |                           | The Taking of Levitan                           |
|                |                           |                                                 |
| 56             |                           | Save Our City                                   |
|                |                           |                                                 |
| 57             |                           | The Power of the Good and the Way of the Magic  |
|                |                           |                                                 |
| 58             |                           | Queen's Gambit                                  |
|                |                           |                                                 |
| 59             |                           | There's Gems in Them Hills                      |
|                |                           |                                                 |
| 60             |                           | The Call of the Games                           |
|                |                           |                                                 |
| 61             | Kowal z planety Crelus    | The Blacksmith of Crelus                        |
|                |                           |                                                 |
| 62             |                           | A Time To Leave                                 |
|                |                           |                                                 |
| 63             | Igrzyska                  | The Games                                       |
|                |                           |                                                 |
| 64             | Zemsta Flooga             | Floog's Revenge                                 |
|                |                           |                                                 |
| 65             |                           | The Final Invasion                              |
|                |                           |                                                 |